# Mouvement international des Faucons - Internationale socialiste d'éducation
Le Mouvement international des Faucons - Internationale d'éducation socialiste est une organisation internationale rassemblant des organisations de jeunesse de 57 pays dans le monde, principalement celles du mouvement des Faucons rouges. Elle est fondée sur les principes de l'auto-éducation des jeunes et lutte pour les droits des enfants et des jeunes. C'est une association sœur de l'Internationale socialiste. C'est une organisation de jeunesse destinée aux 6-18 ans. Les valeurs éducatives de cette organisation sont la mixité, l’autodiscipline et l’auto-gouvernement.

## Historique
Ses buts étaient d’influer sur les mœurs de la société du début XXe siècle, de former des cadres pour la future République socialiste. Le mouvement est né en Autriche sous le nom de « Roten Falken », créé par le pédagogue socialiste Anton Afritsch, soucieux d’organiser des loisirs pour les populations de Vienne.
Les « Falken » ne se développèrent qu’après 1918 en Europe du Nord. En 1927, Kurt Lowenstein, député au Reichstag et professeur à Berlin, institua la première république des Faucons Rouges.

### Les Républiques des Faucons Rouges
Les Républiques des Faucons Rouges ont été les quatre camps d'été internationaux organisés par le Mouvement international des Faucons - Internationale socialiste d'éducation organisés de 1929 à 1939.
- 1933 Première République des Faucons à Oostduinkerk en Belgique.
- 1935 Deuxième République des Faucons à Verneuil-l'Étang en France. Elle a rassemblé 900 enfants venus d'Autriche, Belgique, Tchécoslovaquie, France, Royaume-Uni et Suisse.
- 1937 Troisième République des Faucons à Brighton au Royaume-Uni. Elle a rassemblé 2 000 enfants venus de Belgique, Tchécoslovaquie, France, Grande-Bretagne, Espagne et Tunisie. Le thème du camp est la solidarité.
- 1939 Quatrième République des Faucons à Wandre en Belgique. Elle a rassemblé 1 600 enfants, de Belgique, France, Royaume-Uni, Suisse, Tunisie et des enfants réfugiés espagnols. Les thèmes du camp sont la liberté et la paix.

### Les camps internationaux du MIF/ISE
Depuis la fin de la Seconde Guerre mondiale le MIF/ISE organise des camps internationaux.
- 1946 Brighton,  Royaume-Uni
- 1951 Döbriach,  Autriche
- 1952 Füssen,  Allemagne
- 1955 Oslo,  Norvège
- 1956 Stockholm,  Suède
- 1958 Vienne,  Autriche
- 1961 Deurne,  Belgique
- 1988 Imatra,  Finlande
- 1991 Norrköpping,  Suède
- 1997 Zanka,  Hongrie
- 2006 Kent,  Royaume-Uni
- 2010 Döbriach,  Autriche et Jedovnice,  République tchèque

## Organisations membres

### Afrique
- Sénégal

1. Action Enfance Sénégal (mouvement national des faucons du Sénégal)
2. Mouvement nationale des pionniers sénégalais

- Maurice

1. Mouvement des Faucons de Maurice - Mouvement éducatif socialiste de Maurice

- Sahara occidental

1. Union de la jeunesse de Saguiet el-Hamra et du Rio de Oro.

- Ouganda

1. Youth Development Forum (YODEFO)

### Asie
- Inde

1. Antar Bharati

- Pakistan

1. All Pakistan Federation of United Trade Unions

- Bangladesh

1. Bangladesh Youth Educational Foundation (BYEF)

- Indonésie

1. KKSP Foundation

- Sri Lanka

1. Mawana Lanka

- Bhoutan

1. Youth Organization of Bhutan

### Europe
- Belgique

1. Faucons rouges
2. Rode Valken, RVPA

- France

1. Fédération nationale Léo-Lagrange

- Portugal

1. Associacao para a Promocao Cultural da Crianca

- Arménie

1. Armenian Youth Federation (YO-ARF)

- Bulgarie

1. Association Solidarity

- Malte

1. Brigata Laburista

- Chypre

1. Cyprus Educational Reform Association

- Danemark

1. Leg og Virke

- Espagne

1. Esplais Catalans

- Slovaquie

1. Fenix

- Norvège

1. Framfylkingen

- Lettonie

1. Jaunie Vanagi

- Suisse

1. Kinderfreunde/Rote Falken Zürich

- Lituanie

1. Lietuvos Sakaliuku sajunga

- Hongrie

1. Magyarországi Gyermekbarátok Mozgalma
2. Magyar Úttörok Szövetsége

- Finlande

1. Nuorten Kotkain Keskusliitto

- Autriche

1. Österreichische Kinderfreunde Rote Falken

- République tchèque

1. Pionyr

- Pays-Bas

1. Rode Valken Holland

- Allemagne

1. Sozialistische Jugend Deutschlands-Die Falken

- Biélorussie

1. SYB - The Falcons Belarus, Belarus

- Ukraine

1. Ukrainian Falcons

- Suède

1. Unga Örnar

- Royaume-Uni

1. The Woodcraft Folk

### Moyen-Orient
- Israël

1. AJYAL
2. Hamahanot Haolim
3. Hachomer Hatzaïr
4. Hanoar Haoved Véhalomed

- Iran (en exil en  France)

1. Association for the right of Iranian children

- Palestine

1. Independence Youth Union
2. The Palestine Red Crescent Society

### Amérique
- Colombie

1. Fondacion Acacia

- Pérou

1. Los Cachorros
2. Club infantil “23 Mayo”

- Mexique

1. Causa Nueva

- Guatemala

1. CEDECAP

- Équateur

1. Fundacion Ecuatoriana para la Rehabilitacion y Capacitacion del no vidente y deficiente visual

- Argentine

1. Horneros Punto Ar

- République dominicaine

1. INDAJOVEN

- Salvador

1. Instituto Salvadoreño De Educación Cívica (INDEC)

- Chili

1. Manque Chile

- Honduras

1. Mentes en Accion

- Nicaragua

1. Movimiento Infantil Luis Alfonso Velásquez Flores

- Brésil

1. MIRIM
2. Rio Futuro

- Bolivie

1. Organizacion Nueva Generacion

- Haïti

1. Oridev

- Panama

1. Panama Verde

### Partenaires
- Russie

1. Russian Falcon League

- Géorgie

1. Georgian Falcons

## Liens
- International Falcon Movement
- Site d'anciens des faucons rouges français